# アマチュア (2025年の映画)
『アマチュア』（原題：The Amateur）は、2025年公開のアメリカ合衆国のサスペンス映画。ロバート・リテルの同名小説（日本版は下記）の2度目の映画化。ジェームズ・ホーズ監督、ラミ・マレック主演。

## あらすじ
チャーリー・ヘラーはCIA本部のサイバー捜査官として働いていたが、ある日妻がロンドンでのテロ事件で殺害され、悲しみに打ちひしがれ強い復讐心を抱く。
デスクワーク専門で工作員としての経験も素質もないチャーリー。しかしチャーリーは持ち前の頭脳を活かして職場のCIAすら出し抜きながら実行犯達を追い詰めていく。

## キャスト
チャーリー・ヘラー
演 - ラミ・マレック、日本語吹替 - 中井和哉
CIA分析官。
ヘンダーソン
演 - ローレンス・フィッシュバーン、日本語吹替 - 玄田哲章
チャーリーの教官。
サラ・ヘラー
演 - レイチェル・ブロズナハン、日本語吹替 -  坂本真綾
チャーリーの妻。
インクワライン
演 - カトリーナ・バルフ、日本語吹替 -  恒松あゆみ
ショーン・シラー
演 - マイケル・スタールバーグ、日本語吹替 - 村治学
チャーリーの妻を殺害した男。
ムーア
演 - ホルト・マッキャラニー、日本語吹替 - 楠見尚己
CIA副長官。
サマンサ・オブライエン
演 - ジュリアンヌ・ニコルソン、日本語吹替 - 山像かおり
CIA長官。
ケイレブ・ホロヴィッツ
演 - ダニー・サパーニ、日本語吹替、竹田雅則
ジャクソン・オブライエン
演 - ジョン・バーンサル、日本語吹替 - 咲野俊介
通称ザ・ベア。
カルロス
演 - エイドリアン・マルティネス、日本語吹替 - かぬか光明
教授
演 - 平岳大
エリッシュ
演 - ジョセフ・ミルソン、日本語吹替 - 森宮隆
グレッチェン・フランク
演 - バルバラ・プロブスト、日本語吹替 - 木村香央里
アリ・パーク
演 - アリス・ヒューキン、日本語吹替 - 伊瀬茉莉也